# Parasiccia mokanshanensis
Parasiccia mokanshanensis là một loài bướm đêm thuộc phân họ Arctiinae, họ Erebidae.